# Бах, Иоганн Кристоф Фридрих
Иоганн Кристоф Фридрих Бах (нем. Johann Christoph Friedrich Bach; 21 июня 1732, Лейпциг — 26 января 1795, Бюккебург) — немецкий композитор, девятый сын Иоганна Себастьяна Баха, иногда именуемый «Бюккебургским Бахом». Не следует путать Иоганна Кристофа Фридриха с двоюродным дядей Иоганна Себастьяна Баха — Иоганном Кристофом.

## Биография
Родился в Лейпциге, Германия, первые уроки музыки получил от своего отца, также обучался у своего двоюродного дяди, Иоганна Элиаса Баха. Начальное образование получил в лейпцигской школе Святого Фомы. Желал продолжить обучение в Лейпцигском университете, но не поступил туда. В 1750 году граф Шаумбург-Липпе Вильгельм назначил Иоганна Кристофа Фридриха клавесинистом в Бюккебурге, а в 1759 году он стал концертмейстером при дворе графов Шаумбург-Липпе. Там Иоганн Кристоф Фридрих сотрудничал с Гердером, который предоставил ему тексты для 6 вокальных сочинений (сохранились 4 из них).
Бах писал клавирные сонаты, симфонии, оратории, литургические песнопения, мотеты, оперы и песни. Так как граф Вильгельм предпочитал итальянскую музыку, Иоганн Кристоф Фридрих соответствующим образом адаптировал свой стиль, тем не менее сохраняя стилистические черты, характерные для музыки его отца и братьев (главным образом, Карла Филиппа Эммануила).
8 января 1755 года женился на певице Луции Элизабете Мюнхаузен (нем. Lucia Elisabetha Münchausen) (1728—1803). У них родилось восемь детей, три сына и пять дочерей. Граф Вильгельм был крёстным отцом сына Иоганна Кристофа Фридриха, Вильгельма Фридриха Эрнста Баха (впоследствии занимавшего должность музыкального директора при дворе Фридриха Вильгельма II).
В апреле 1778 года Иоганн Кристоф Фридрих с сыном Вильгельмом совершают путешествие в Англию, где в то время работал его брат, Иоганн Кристиан.
Иоганн Кристоф Фридрих был выдающимся виртуозом. До наших дней дошёл весьма широкий набор его произведений, в том числе 20 симфоний, поздние из которых испытали некоторое влияние Гайдна и Моцарта.
К несчастью, значительная часть произведений композитора была утеряна во время Второй мировой войны.
Похоронен на Етенбургском кладбище в Бюккенбурге.